# Михил де Ройтер
Михил Адриансзоон де Ройтер (на нидерландски: Michiel Adriaenszoon de Ruyter; 24 март 1607 – 29 април 1676) е холандски морски адмирал, считан за най-великия в холандската история. Добива популярност най-вече в хода на Англо-холандските войни, но воюва също с испанци и французи. Известна е обичта на моряците към него. Наричат го бестевер („дядото“, на тогавашния холандски език).

## От моряк до адмирал
Бъдещият адмирал де Ройтер е роден в нидерландското градче Флисинген (в провинция Зеландия) в семейството на производителя на бира Адриан Михелзоон. За ранните му години се знае малко. Първото сигурно сведение е от 1622 г., когато служи като юнга на боен кораб под общото командване на Мориц Орански по време на обсадата на крепостта Берген-оп-Зоом. След това плава с търговски кораби – до Ирландия и до северноафриканските мюсюлмански брегове. По това време търговията често се смесва с пиратството и не е случайно, че още тогава моряците му дават прякора „де Ройтер“ – Грабителят (Ройтер или Рьойтер идва от холандската дума рьойтен, което ще рече рейд, нападение). Но както холандците практикуват пиратство, така и техните търговски кораби страдат от пиратските действия на чуждите корсари. През 1637 г. де Ройтер за първи път получава правото да командва свой кораб със задачата да разчисти испанския град Дюнкерк от корсари. Три години от живота му минават в тази борба без да постигне задоволителен резултат.
За първи път участва в голяма морска битка през 1641 г. Тогава холандците помагат на току-що въстаналите португалци срещу Испания. Сражението при нос Сан Висенти обаче е изгубено от холандците. Де Ройтер се връща към търговията: пътува до Мароко и Западните Индии, натрупва богатство и често откупува пленници християни, продадени в робство. През 1652 г. той се жени за трети път и решава да приключи с морската кариера, за да се отдаде на семейството си. Тепърва обаче предстоят най-славните мигове в неговия живот.

## Англо-холандските войни
Основна статия: Англо-холандски войни
В средата на ХVІІ в. Обединените провинции (както се нарича днешна Нидерландия) са на върха на могъществото си. Те контролират половината световна търговия и господстват по моретата. Англия при Оливър Кромуел се опитва да им се противопостави. Така започва първата Англо-холандска война (1652), заради която председателят на нидерландската република Ян де Вит вика де Ройтер отново на служба. Морякът се отзовава с неохота, но веднъж поставен като заместник на Маартен Тромп, се бие със забележителен успех. Негови са победите над англичаните при Плимът, Кентиш нок и Габард. Скоро след това ван Тромп пада убит и пътят на де Ройтер към върховното командване на флота е открит. Той се колебае, дори отказва предложението, но накрая е принуден да приеме.
Междувременно републиката решава да се намеси в конфликта между Дания и Швеция (Малката северна война, 1655 – 1660) на страната на датския крал Фредрик ІІІ. Целта е да се предотврати превръщането на Балтийско море в шведско езеро, тъй като през него преминава ключовата търговия с кожи, дървен материал и желязо. Адмиралът деблокира град Данциг, за което получава рицарска титла от датския крал. През 1664 и 1665 г. той извършва серия нападения срещу англичаните в мирно време – в западна Африка и срещу Барбадос, които преминават с променлив успех. Така се стига до втората Англо-холандска война (1665 – 1667), а де Ройтер е назначен за лейтенант-адмирал (най-високата титла във военноморската йерархия, давана на малцина). През 1666 г. той печели славна победа в Четиридневната битка, а на следващата година навлиза в устието на Темза. Рейдът към Медуей включва бомбардировки на Чатъм и Джилингъм и залавяне и опожаряване на редица английски кораби. Той уплашва до такава степен Англия, че тя се примирява с поражението си и сключва мир.
В следващите години де Ройтер почти не плава, тъй като Ян де Вит иска да запази своя най-способен адмирал. От 1672 г. обаче се вихрят нови военни действия, тъй като Луи ХІV и Чарлз ІІ започват общо нападение срещу Обединените провинции. Докато французите напредват по Рейн към Амстердам, обединеният англо-френски флот подготвя десант на холандските брегове. Три битки са достатъчни, за да се провалят плановете на съюзниците. Първо де Ройтер побеждава при Солбей, а после при Схонефелд. Решаващата битка е при остров Тексел през 1673 г. Майсторството на холандеца отново е ненадминато и страната му е спасена. В знак на благодарност новият управник на провинциите – щатхаутерът Вилем ІІІ Орански – присъжда на де Ройтер специален военен чин: лейтенант-адмирал-генерал.

## Сицилианска кампания и смърт
Англия напуска войната през 1674 г. и войната в Северно море приключва, но по-голямата Холандска война продължава с всички сили. Сега на страната на малката република застават Австрия, Бранденбург и Испания. През същата година в Месина на остров Сицилия избухва въстание против испанската власт и французите веднага го подкрепят. Те изпращат експедиционен корпус и талантливия си адмирал Абраам Дюкен, заедно с голям флот. Испания моли холандците за морска подкрепа, така че през 1675 г. де Ройтер се появява в Средиземно море. Разразяват се тежки битки (при Стомболи и при Огоста), в които французите имат предимство. В последната битка де Ройтер е ранен фатално от гюле и на 29 април 1676 г. умира. Тялото му е отнесено и тържествено погребано в Амстердам.

## Почит
Приживе адмирал де Ройтер спечелва слава и уважението на целия европейски континент. Корабът, който откарва тялото му към родната Холандия, е поздравяван с топовни салюти от всички френски пристанища, край които минава. Това става по изричната заповед на Луи ХІV. В родния му град Флисинген е издигната статуя, която показва как гледа към морето. Тя стои и до днес. Негов паметник има и в унгарския град Дебрецен, защото по стечение на обстоятелствата де Ройтер спасява 26 унгарски министри от робство. Той е създателят на специалните военноморски сили на страната си (Korps Mariniers), които от 2020 г. имат нова централна база именно във Флисинген. На името на адмирала са наречени шест различни бойни кораба на Нидерландските военноморски сили.